# Ernst von Hoffbauer
Karl Eduard Ernst Hoffbauer, seit 1890 von Hoffbauer (* 2. April 1836 in Warburg; † 10. Dezember 1905 in Berlin) war ein preußischer General der Artillerie.

## Leben

### Herkunft
Ernst war der Sohn des preußischen Kreisgerichtsdirektors Friedrich Hoffbauer († 1860) und dessen Ehefrau Bertha, geborene Lohrmann († 1873).

### Militärkarriere
Hoffbauer erhielt zunächst Privatunterricht in Büren und besuchte das Gymnasium in Herford. Am 1. Oktober 1853 trat er als Kanonier in das 8. Artillerie-Regiment der Preußischen Armee ein und absolvierte von Oktober 1854 bis Juni 1857 die Vereinigte Artillerie- und Ingenieurschule. Nach seinem Abschluss wurde er Anfang November 1857 als außeretatmäßiger Sekondeleutnant zum Artillerieoffizier ernannt. Er war von Juli 1859 bis Februar 1862 Adjutant der reitenden Abteilung, stieg zum Premierleutnant auf und wurde ab Oktober 1863 zur weiteren Ausbildung an die Kriegsakademie kommandiert. Während dieses Kommandos war er 1864 während des Krieges gegen Dänemark Zuschauer bei der Beschießung der Düppeler Schanzen.
Bei der Mobilmachung anlässlich des Deutschen Krieges wurde Hoffbauer 1866 zunächst zur Ersatz-Batterie des 1. Reserve-Feldartillerie-Regiments kommandiert und führte im Mainfeldzug die 12-pfündige-Batterie in den Gefechten bei Hammelburg, Helmstadt und Roßbrunn. Ausgezeichnet mit dem Kronen-Orden IV. Klasse mit Schwertern wurde er nach Kriegsende unter Stellung à la suite seines Regiments als Lehrer an die Kriegsschule nach Erfurt versetzt. Als Hauptmann erfolgte Anfang August 1867 seine Kommandierung zum Großen Generalstab. Unter Belassung in diesem Kommando wurde Hoffbauer Mitte des Monats in die 1. Artillerie-Brigade versetzt und am 25. Februar 1868 zum Batteriechef ernannt. Er blieb aber bis zum 17. April 1869 zum Generalstab kommandiert.
Im Krieg gegen Frankreich wurde Hoffbauer in der Schlacht bei Colombey schwer verwundet und nahm nach seiner Gesundung an der Schlacht bei Saint-Quentin teil. Mit beiden Klassen des Eisernen Kreuzes ausgezeichnet, wurde er vor dem Friedensschluss Mitte April 1871 zur Artillerieschießschule kommandiert und lehrte ab September 1871 an der Artillerie- und Ingenieurschule. Unter Belassung in dieser Stellung erfolgte Mitte August 1872 seine Versetzung in das Magdeburgische Feldartillerie-Regiment Nr. 4. Hoffbauer stieg Ende Dezember 1873 zum Major auf, wurde Mitte September 1874 unter Stellung à la suite seines Regiments zum Direktionsmitglied der Artillerie- und Ingenieurschule ernannt und gehörte zugleich von Oktober 1874 bis Juli 1875 auch der Prüfungskommission für Premierleutnants der Artillerie an. Mit der Ernennung zum etatmäßigen Stabsoffizier im 2. Badischen Feldartillerie-Regiment Nr. 30 kehrte er am 22. Juni 1875 in den Truppendienst zurück und erhielt Mitte Dezember 1876 das Kommando über die II. Abteilung im 1. Brandenburgischen Feldartillerie-Regiment (General-Feldzeugmeister) Nr. 3 in Jüterbog. Daran schloss sich als Oberstleutnant vom 12. Juli 1881 bis zum 13. März 1884 eine Verwendung als Kommandeur des 1. Posenschen Feldartillerie-Regiments Nr. 20 an. Anschließend wurde Hoffbauer unter Stellung à la suite des Regiments zum Abteilungschef bei der Artillerieprüfungskommission ernannt und Mitte April 1885 zum Oberst befördert. Ab dem 17. April 1888 führte er die 5. Feldartillerie-Brigade in Posen und wurde Mitte September 1888 Generalmajor.
„In Anerkennung seines hervorragenden Verhaltens vor dem Feinde, wie auch seiner guten Dienste im Frieden“ erhob ihn Kaiser Wilhelm I. am 20. September 1890 in den erblichen preußischen Adelsstand.
Mit seiner Beförderung zum Generalleutnant erhielt Hoffbauer am 16. Mai 1891 den Rang und die Gebührnisse als Divisionskommandeur. Drei Monate später erfolgte seine Ernennung zum Inspekteur der Feldartillerie. Er erhielt im September 1894 den Kronen-Orden I. Klasse mit Schwertern, wurde am 30. Mai 1896 General der Artillerie und anlässlich des Ordensfestes im Januar 1899 mit dem Großkreuz des Roten Adlerordens mit Eichenlaub ausgezeichnet. Im Frühjahr 1899 hatte Hoffbauer den Vorsitz über eine Kommission zur Neubearbeitung des Exerzierreglements für die Feldartillerie, der auch die späteren Generale Dulitz und Gallwitz angehörten. In Genehmigung seines Abschiedsgesuches wurde er am 13. September 1899 mit Pension zur Disposition gestellt und durch Kaiser Wilhelm II. zum Chef des 1. Posenschen Feldartillerie-Regiments Nr. 20 ernannt.
Bereits während seiner aktiven Dienstzeit hatte sich Hoffbauer als Militärschriftsteller betätigt und u. a. im Militär-Wochenblatt publiziert.

### Familie
Hoffbauer hatte sich am 30. Dezember 1873 in Hamburg mit Emma Schneider (1846–1920) verheiratet. Aus der Ehe ging der Sohn Ernst (1874–1915), der als preußischer Major während des Ersten Weltkriegs bei Souain gefallen ist, und die Tochter Anna (* 1877) hervor, die den preußischen Generalmajor Felix von Lewinski (1869–1936) heiratete.

## Schriften
- Die Deutsche Artillerie in den Schlachten bei Metz. Mittler & Sohn, Berlin 1875.
- Taktik der Feld-Artillerie unter eingehender Berücksichtigung der Erfahrungen der Kriege von 1866 und 1870–71 wie des Gefechtes der Infanterie und Cavallerie für Officiere aller Waffen. Schneider, Berlin 1876.
- Entwicklung des Massengebrauchs der Feldartillerie und des Schießens in größeren Artillerieverbänden in Preußen. Für Offiziere aller Waffen. Mittler & Sohn, Berlin 1900.
- Altes und Neues aus der deutschen Feldartillerie. Mittler & Sohn, Berlin 1903.